# 边岗乡
边岗乡，是中华人民共和国吉林省长春市德惠市下辖的一个乡镇级行政单位。

## 行政区划
边岗乡下辖以下地区：
长发村、金星村、边岗村、丹城村、双城村、平安村、新建村、卧虎村、刘店村、娄家村、庆丰村、奋进村和东岗村。

## 交通
京哈铁路：中德站